# Dimitri Doré
Pour les articles homonymes, voir Doré.
Dimitri Doré est un acteur francais, d'origine lettonne, né en mai 1997.

## Biographie

### Jeunesse et formation
Dimitri Doré naît en mai 1997 en Lettonie. Le 2 décembre 1998, à 18 mois, il arrive en France et est adopté à Reims. À 7 ans, il pratique le trapèze et le jonglage jusqu'à ses 12 ans à l'école de cirque de loisir Supercrampe.
En 2014, il s'inscrit au lycée Marc Chagall. Il y intègre l’option théâtre, où son professeur le repère et travaille avec lui en compagnie.
En 2016, il suit la formation pluridisciplinaire du comédien à l'école de Théâtre l’Éponyme,.

### Carrière
En 2017, Dimitri Doré joue quatre personnages dans la pièce À nous deux maintenant de Jonathan Capdevielle. Il fait sa première tournée d'une cinquantaine de dates, avec des représentations en France et à l'étranger. En novembre, la journaliste Fabienne Arvers des Inrockuptibles titre son article « La découverte théâtrale de l'automne ».
En janvier 2018, France Culture le voit en « jeune prodige de la scène théâtrale » car il est Rémi dans l'adaptation de Rémi sans famille de Jonathan Capdevielle,.
En 2019, grâce à Jean-Luc Vincent qui le repère en novembre 2017 à Nanterre-Amandiers, le réalisateur Vincent Le Port le choisit pour interpréter le rôle-titre Bruno Reidal, parce qu'il « a la même voix fluette, qui le fait paraître plus jeune qu’il ne l’est réellement. Il est plutôt du genre introverti ». Ce premier long-métrage sur Bruno Reidal, personnage réel qui a égorgé et décapité un enfant de 12 ans dans une forêt de Raulhac, dans le Cantal, au début du XXe siècle, fait de Dimitri Doré une révélation aux Césars en 2023.  La même année, il joue dans La terre entière sera ton ennemie de Thomas Blanchard et Sébastien Betbeder, ainsi que les pièces Retours, ou Le Père de l’enfant de la mère, pièce de Fredrik Brattberg et mise en scène par Frédéric Bélier-Garcia au théâtre du Rond-Point,.
En 2021, il est aux côtés d'Isabelle Huppert, Lars Eidinger et Swann Arlaud, pour le deuxième film de Laurent Larivière À propos de Joan et il incarne l'enfant de Marie dans Wozzeck d'Alban Berg, un opéra mis en scène par Michel Fau au Théâtre du Capitole[réf. nécessaire].
En 2023, il apparaît dans le court métrage dans le rôle-titre Pleure pas Gabriel de Mathilde Chavanne, présenté dans la « séance spéciale » à la Semaine de la critique du festival de Cannes.

## Filmographie

### Cinéma

#### Longs métrages
- 2021 : Bruno Reidal de Vincent Le Port : Bruno Reidal, à 17 ans
- 2022 : À propos de Joan de Laurent Larivière : Nathan Verra, dans les années 1990
- 2024 : Pendant ce temps sur Terre de Jérémy Clapin (voix)
- 2024 : La Petite Vadrouille de Bruno Podalydès : Ifus

#### Courts métrages
- 2023 : Pleure pas Gabriel de Mathilde Chavanne : Gabriel
- 2023 : Les Premiers Jours de Thomas Blanchard : Cosme
- 2025 : Paysage après la bataille de João Paulo Miranda Maria : Pierrot

## Théâtre
- 2017[1]: À nous deux maintenant de Jonathan Capdevielle[4], mise en scène de l'auteur
- 2019 : La Terre entière sera ton ennemie de Thomas Blanchard et Sébastien Betbeder[12], mise en scène des auteurs
- 2019 : Retours, ou Le Père de l’enfant de la mère de Fredrik Brattberg, mise en scène Frédéric Bélier-Garcia[13]
- 2019-2022 : Rémi de Jonathan Capdevielle[6], mise en scène de l'auteur
- 2020 : Panama Papers Show de Madeleine Mainier[18]
- 2021-2022 : Wozzeck, opéra d'Alban Berg, mise en scène Michel Fau, Théâtre du Capitole
- 2023 : Caligula d'Albert Camus, mise en scène Jonathan Capdevielle

## Distinctions

### Récompenses
- Festival Premiers Plans d’Angers 2022 : prix d’interprétation masculine pour Bruno Reidal[19]
- Lumières 2023 : meilleure révélation masculine pour Bruno Reidal
- Festival Jean-Carmet 2023 : prix du jury du meilleur jeune espoir masculin pour Pleure pas Gabriel

### Nominations
- César 2023 : Meilleur espoir masculin pour Bruno Reidal

### Interviews
- Pauline Lattaque, « Rémi » [dossier de presse, entretien], sur Théâtre Garonne, octobre 2019.
- [vidéo] La Semaine de la Critique, « Dimitri Doré, acteur de Bruno Reidal », sur YouTube, 15 juillet 2021.
- Nicolas Moreno et Grégoire Benoist-Grandmaison, « "J’ai essayé de filmer des gens qui sont comme moi", entretien avec Vincent Le Port et Dimitri Doré », sur tsounami.fr, 9 février 2022
- Julien Wagner, « Rencontre avec le comédien Dimitri Doré » [entretien], sur Fille de Paname, 3 janvier 2023.